# Барцрашен (Арарат)
Барцрашен  (арм. Բարձրաշեն) — село в марзе Арарат Армении.

## География
Село Бардзрашен находится в юго-западной части Республики Армения, в северо-западной части региона, в 17 километрах на север от города Арташата, в 14 км на юг от Еревана. Входит в состав Араратского марза, район Арташата, в Араратской долине. Находится на высоте 1130—1200 метров над уровнем моря. Протяжённость 500 метров с запада на восток и 1500 метров с севера на юг. Село расположено рядом с сёлами Ланджазат (3 км), Норашен (3,5 км).
Из села выходят три дороги: одна в Ереван через Нубарашен, другая в Ланджазат, а третья в Гарни.

## Население
| Год  | Численность | Численность |
| ---- | ----------- | ----------- |
| 1897 | 246         | [ 3 ]       |
| 1926 | 136         | [ 3 ]       |
| 1939 | 301         | [ 3 ]       |
| 1959 | 370         | [ 3 ]       |
| 1970 | 384         | [ 3 ]       |
| 1979 | 963         | [ 3 ]       |
| 1989 | 1477        | [ 4 ]       |
| 2001 | 1411        | [ 3 ]       |
| 2011 | 1335        | [ 5 ]       |